# Tumescencia
La tumescencia o tumefacción es la cualidad o estado de tumescencia o hinchazón. La tumescencia generalmente se refiere a la congestión normal de sangre (congestión vascular) de los tejidos eréctiles, lo que marca la excitación sexual y la posible disposición para la actividad sexual. El órgano sexual tumescente en los hombres es el pene y en las mujeres es el clítoris y otras partes de los genitales como los bulbos vestibulares.

## Terminología
La detumescencia es la inversión de este proceso, por el cual la sangre abandona el tejido eréctil, devolviendo el tejido eréctil al estado flácido. Algo que causa una erección a veces se denomina tumefactor o tumescedor.

## Prueba de tumescencia peneal nocturna
Con regularidad, a los hombres que experimentan disfunción eréctil se les realiza una prueba de tumescencia peneal nocturna (TPN), generalmente durante un período de tres días. Dicha prueba detecta la presencia de una erección durante el sueño mediante:
1. Una pequeña computadora portátil conectada a dos bandas colocadas alrededor del eje del pene que registra la tumescencia del pene,
2. Una banda de cinta de papel con perforaciones (similar a los sellos postales de bobina) que se ajusta perfectamente alrededor del eje del pene y se romperá en las perforaciones durante la tumescencia del pene.

El objetivo de la prueba de tumescencia peneana nocturna es determinar si un hombre puede experimentar una erección mientras duerme después de informar que no puede experimentar una erección mientras está despierto. Si un hombre obtiene una erección mientras duerme, pero no puede lograrla mientras está despierto, generalmente se sospecha una causa psicológica o un efecto secundario de un medicamento. De lo contrario, si un hombre no obtiene una erección en ninguno de los dos estados, generalmente se sospecha una causa fisiológica .[cita requerida]